# Konstantin Adamowitsch Wollossowitsch

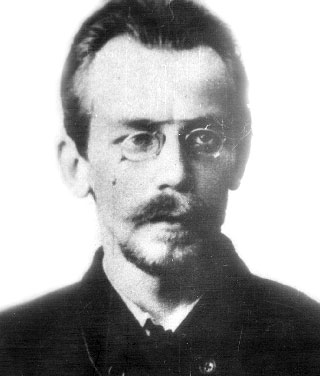
Konstantin Adamowitsch Wollossowitsch

Konstantin Adamowitsch Wollossowitsch (russisch Константин Адамович Воллосович, belarussisch Канстанцін Адамавіч Валасовіч; * 21. Maijul. / 2. Juni 1869greg. in Startschizy oder Jodtschyzy, Ujesd Sluzk, Gouvernement Minsk, Russisches Kaiserreich; † 25. September 1919 in der Nähe von Charkow, Ukrainische Sozialistische Sowjetrepublik) war ein russischer Chemiker, Geologe und Polarforscher belarussischer Herkunft.

## Leben
Konstantin Wollossowitsch wurde 1869 in der Familie eines orthodoxen Priesters geboren. Er studierte am Theologischen Seminar in Minsk, verließ es aber ohne Abschluss. 1888 begann er ein Studium der Naturwissenschaften an der Warschauer Universität und schloss es 1892 mit dem Doktortitel ab. Anschließend arbeitete er im chemischen Labor der Kaiserlich-Russischen Akademie der Wissenschaften und im Forstinstitut in Sankt Petersburg, wo er in Forschung und Lehre tätig war. Wegen seiner politischen Tätigkeit während des Studiums wurde er 1894 festgenommen und in der Petersburger Peter-und-Paul-Festung sowie der Warschauer Zitadelle in inhaftiert. Nach zwei Jahren Haft wurde er für fünf Jahre nach Schenkursk in der Oblast Archangelsk verbannt.
Auf Anregung des Warschauer Professors für Geologie Wladimir Prochorowitsch Amalizki begann Wollossowitsch, die geologische Struktur der Ufer der Nördlichen Dwina zu untersuchen. 1897 erforschte er im Auftrag des Zoologischen Museums der Akademie der Wissenschaften die Tierwelt des Weißen Meeres. Durch Wollossowitschs Publikationen zur Geologie der russischen Arktis wurde der Polarforscher Eduard von Toll auf ihn aufmerksam und lud ihn ein, sich an der Russischen Polarexpedition (1900–1903) zu beteiligen, deren wichtigstes Ziel die Suche nach Sannikow-Land nördlich der Neusibirischen Inseln war. Mit seiner Gruppe, zu der mit Michail Brusnew und Józef Ciągliński (1869–1944) zwei weitere Verbannte gehörten, richtete Wollossowitsch 1901 an den Küsten der Neusibirischen Inseln sieben Versorgungsdepots für Tolls Hauptexpedition ein. Er nutzte die Gelegenheit, um eine umfangreiche geologisch-paläontologische Sammlung anzulegen. Bevor er diese wissenschaftlich bearbeiten konnte, musste er sich 1902 zu einer medizinischen Behandlung nach Zürich begeben. 1906 erstellte er die erste geologische Karte der Neusibirischen Inseln.
Im Auftrag der Akademie der Wissenschaften leitete Wollossowitsch in den Jahren 1908 bis 1910 Expeditionen in den Norden Jakutiens. Er studierte die Geologie der Charaulach-Berge und des Tieflands der Lena und kartierte die Küste zwischen den Mündungen der Jana und der Indigirka. 1908 barg er mit Eugen Pfizenmayer das Sanga-Jurjach-Mammut. Von 1908 bis 1910 grub er auf der Großen Ljachow-Insel ein weiteres Wollhaarmammut aus. Das Ljachow-Mammut wird heute im Pariser Naturkundemuseum Muséum national d’histoire naturelle ausgestellt. Wollossowitsch war später an geologischen Forschungen an der Wolga und am Kuban beteiligt. An Tuberkulose erkrankt verbrachte er seine letzten Lebensjahre im Kurort Jessentuki am Fuße des Kaukasus. 1919 kam er bei einem Eisenbahnunglück in der Nähe von Charkow ums Leben.
Nach Wollossowitsch sind mehrere fossile Pflanzen und Tiere benannt. Er ist Namensgeber eines Flusses im Norden der Insel Kotelny sowie einer Insel und eines Kaps vor der Nordküste der Oktoberrevolutions-Insel im Archipel Sewernaja Semlja.